# Gestelev Sogn
Gestelev Sogn er et sogn i Midtfyn Provsti (Fyens Stift).
I 1800-tallet var Gestelev Sogn anneks til Herringe Sogn. Begge sogne hørte til Sallinge Herred i Svendborg Amt. I 1960'erne blev først Gestelev, senere Herringe lagt sammen med Ringe sognekommune, som ved kommunalreformen i 1970 blev kernen i Ringe Kommune, der ved strukturreformen i 2007 indgik i Faaborg-Midtfyn Kommune.
I Gestelev Sogn ligger Gestelev Kirke.
I sognet findes følgende autoriserede stednavne:
- Forlunde (bebyggelse)
- Gestelev (bebyggelse, ejerlav)
- Gestelev Lunde (bebyggelse)
- Grønnekrogshuse (bebyggelse)
- Havrevænge (bebyggelse)
- Høje Elle (bebyggelse)
- Lundebanken (bebyggelse)
- Møllemose (bebyggelse)
- Nordskov (ejerlav, landbrugsejendom)
- Palleshave (bebyggelse, ejerlav)
- Palleshave Hede (bebyggelse)
- Tykhave (areal, bebyggelse)